# Greatest Hits, Vol. 1 (álbum de Korn)
Greatest Hits, Vol. 1 es un álbum recopilatorio de grandes éxitos de la banda Korn lanzado en octubre de 2004, y ha vendido más de 1.850.000 copias mundialmente. Este es el último álbum con el exguitarrista Brian "Head" Welch. El álbum presenta varias canciones de los primeros 10 años de carrera de la banda, además de dos canciones inéditas. La primera es un cóver de "Word Up!" de Cameo, mientras que la segunda es una conjunción de las tres partes de Another Brick in the Wall y "Goodbye Cruel World" de Pink Floyd.
El álbum debutó en el puesto #4 del Billboard 200 y consiguió la certificación de platino por parte de la RIAA.
Hasta el 31 de mayo de 2006, se han vendido un total de 1.123.073 copias en los Estados Unidos.

## Lista de canciones
| Greatest Hits, Vol. 1 |                                                              |                             |          |  |
| N.º                   | Título                                                       | Álbum                       | Duración |  |
| 1.                    | «Word Up!» (Cover de Cameo)                                  |                             | 2:53     |  |
| 2.                    | «Another Brick in the Wall - Pts. 1-3» (Cover de Pink Floyd) |                             | 7:08     |  |
| 3.                    | «Y'All Want a Single»                                        | Take a Look in the Mirror   | 3:18     |  |
| 4.                    | «Right Now»                                                  | Take a Look in the Mirror   | 3:15     |  |
| 5.                    | «Did My Time»                                                | Take a Look in the Mirror   | 4:07     |  |
| 6.                    | «Alone I Break»                                              | Untouchables                | 4:16     |  |
| 7.                    | «Here to Stay»                                               | Untouchables                | 4:32     |  |
| 8.                    | «Trash»                                                      | Issues                      | 3:27     |  |
| 9.                    | «Somebody Someone»                                           | Issues                      | 3:47     |  |
| 10.                   | «Make Me Bad»                                                | Issues                      | 3:55     |  |
| 11.                   | «Falling Away from Me»                                       | Issues                      | 4:31     |  |
| 12.                   | «Got the Life»                                               | Follow the Leader           | 3:48     |  |
| 13.                   | «Freak on a Leash»                                           | Follow the Leader           | 4:15     |  |
| 14.                   | «Twist»                                                      | Life is Peachy              | 0:50     |  |
| 15.                   | «A.D.I.D.A.S.»                                               | Life is Peachy              | 2:32     |  |
| 16.                   | «Clown»                                                      | Korn                        | 4:36     |  |
| 17.                   | «Shoots and Ladders»                                         | Korn                        | 5:23     |  |
| 18.                   | «Blind»                                                      | Korn                        | 4:18     |  |
| 19.                   | «Freak on a Leash» (Dante Ross remix)                        | Freak on a Leash (sencillo) | 4:18     |  |
| 75:47                 |                                                              |                             |          |  |

### DVD bonus: Live at CBGB's
| N.º | Título                 | Duración |  |
| 1.  | «Right Now»            |          |  |
| 2.  | «Here to Stay»         |          |  |
| 3.  | «Did My Time»          |          |  |
| 4.  | «Got the Life»         |          |  |
| 5.  | «Freak on a Leash»     |          |  |
| 6.  | «Falling Away from Me» |          |  |
| 7.  | «Blind»                |          |  |